# Campo di concentramento di Bobrek

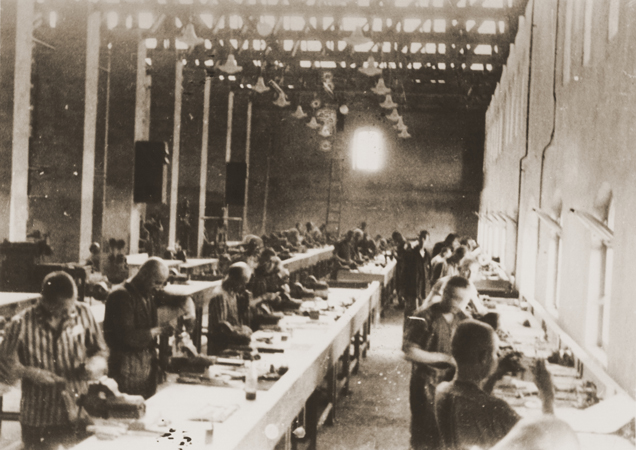
Prigionieri che producono aerei e parti sottomarine nel campo di Bobrek.

Bobrek era un sottocampo del campo di concentramento di Monowitz situato vicino a Bobrek, Voivodato della Piccola Polonia, costruito da Siemens-Schuckert. Fu anche un sottocampo del campo di concentramento di Auschwitz. Il sottocampo ospitava circa 250-300 prigionieri tra cui 50 donne, impiegati al lavoro di produzione di pezzi elettrici per aerei e per sottomarini. Il comandante del campo era SS-Scharführer Hermann Buch.

## Sterminio
Il sottocampo di Bobrek fu evacuato insieme agli altri campi del complesso di Auschwitz il 18 gennaio 1945. I prigionieri sono stati poi trasferiti nel campo di concentramento di Gliwice, in Polonia. Mentre i restanti furono trasportati in treno per il campo di concentramento di Buchenwald.